# Assar Hadding
Assar Robert Hadding, född den 10 januari 1886 i Östra Broby församling i Kristianstads län, död den 20 juni 1962 i Lunds domkyrkoförsamling, var en svensk geolog, mineralog och universitetslärare. Han var far till Kerstin Hadding.

## Biografi
Hadding blev student 1905, blev filosofie doktor vid Lunds universitet 1913 på avhandlingen Undre dicellograptusskiffern i Skåne: jämte några därmed ekvivalenta bildningar och docent där samma år.  Han var professor i geologi och mineralogi vid nämnda universitet 1934-51 (rektor från 1947).
Han arbetade inom olika geologiska och mineralogiska områden och utförde paleontologiska och stratigrafiska undersökningar väsentligen inom Skånes och Jämtlands ordoviciska graptolitskiffrar samt petrografiska undersökningar av såväl eruptiva som sedimentära bildningar, huvudsakligen i Skåne, samt undersökte den i mars 1922 fallna Hedeskogameteoriten (senare undersökte han även Lundsgårdmeteoriten). Inom mineralogin tog han med framgång röntgentekniken i användning och ägnade fältspatgruppen en ingående undersökning. Han är särskilt känd för sina insatser inom röntgenspektrografin och konstruerade tillsammans med nobelpristagaren Manne Siegbahn det så kallade Haddingröret för kristallanalys.
Hadding blev ledamot av Fysiografiska sällskapet i Lund 1921 och av Vetenskapsakademien 1948. Han var inspektor i Kristianstads nation 1936–1946 och ordförande i Akademiska Föreningen 1938–1945.